# 大津町立真城小学校
大津町立真城小学校（おおづちょうりつ まきしょうがっこう）は、かつて熊本県菊池郡大津町にあった小学校。

## 沿革
- 1875年(明治8年) - 真木小学校創立
- 1917年(大正6年)7月 - 平真城東部尋常小学校と改称
- 1941年(昭和16年) - 平真城東部国民学校と改称
- 1947年(昭和22年) - 平真城村立平真城東小学校と改称
- 1956年(昭和31年) - 大津町立真城小学校と改称
- 2003年(平成15年) - 大津町立平川小学校、大津町立矢護川小学校と統合し大津町立大津北小学校となる。

## 歴代校長
- - 初代校長
- - 現校長